# Ян Екенес
Ян Екенес (норв. Jahn Ekenæs, 1847 — 1920) — норвезький живописець-жанрист. 
Народився в Осло. Від 1872 до 1874 року був студентом  Мюнхенської академії мистецтв. Він залишався жити в Мюнхені до 1894.
Помер у м. Фоллебу (Норвегія).
Екенес є типовим представником мюнхенської школи норвезького мистецтва.

## Галерея

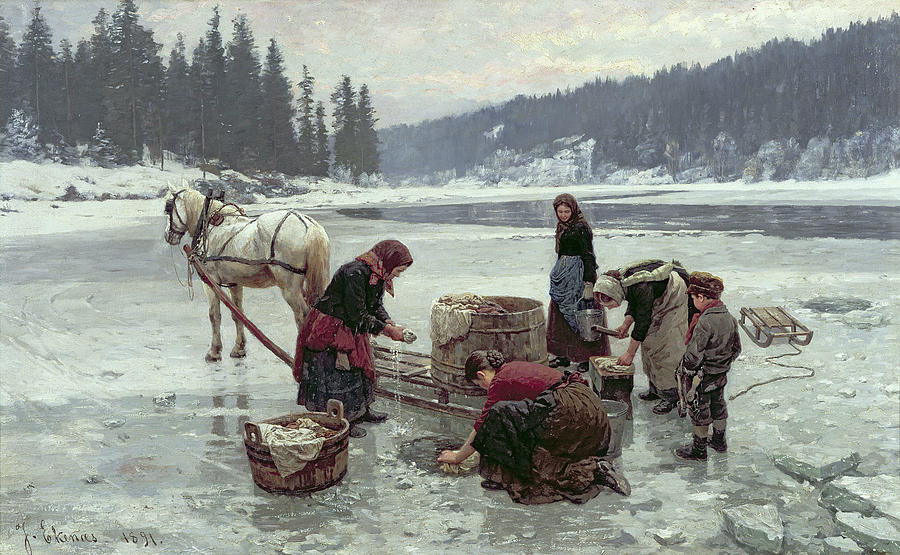
"Жінки перуть білизну в ополонці" (1891, приватна колекція)
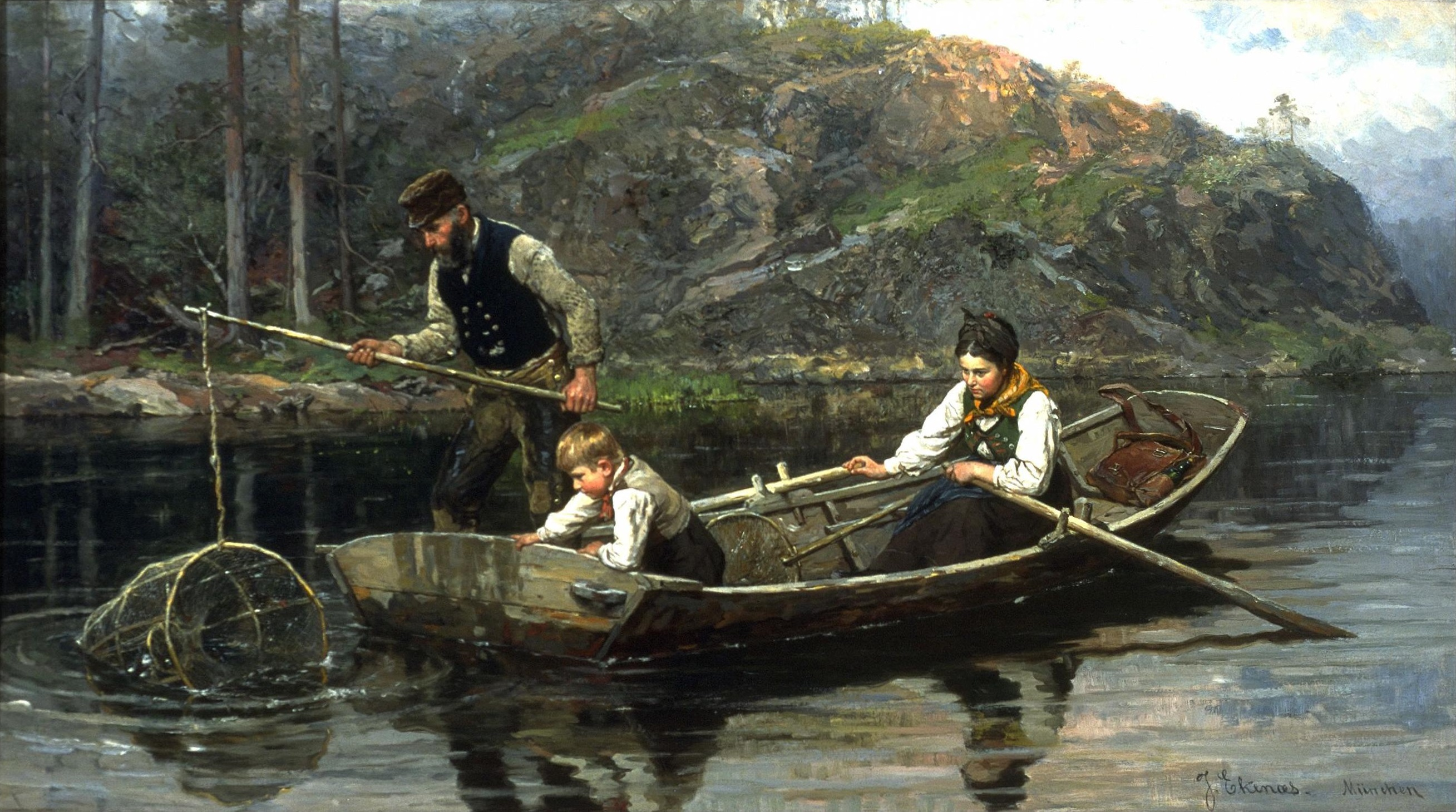
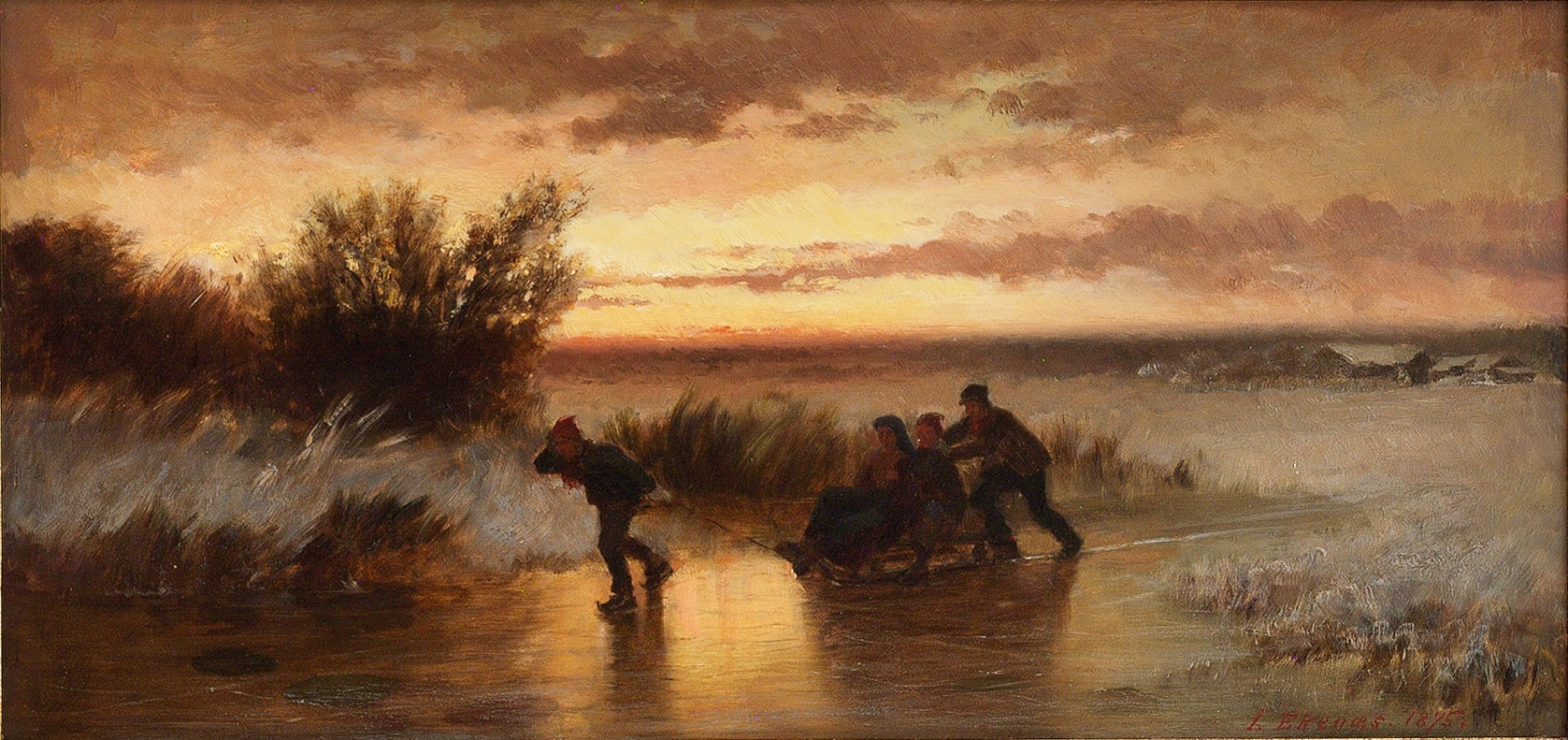